# بتلفیلد ۱۹۴۳
بتلفیلد ۱۹۴۳ (انگلیسی: Battlefield 1943) یک بازی ویدئویی در سبک تیراندازی اول شخص است که توسط دایس توسعه یافته و به‌وسیلهٔ الکترونیک آرتس و در سال ۲۰۰۹ به شکل توزیع دیجیتال منتشر شد. «بتلفیلد ۱۹۴۳» در پلت‌فرم‌های پلی‌استیشن ۳ و ایکس‌باکس ۳۶۰ منتشر شده است. رخدادهای بازی در جبهه آسیایی- اقیانوس آرام و در طی جنگ جهانی دوم اتفاق می‌افتد. نسخه‌ای برای مایکروسافت ویندوز برنامه‌ریزی شده بود، اما بعدا لغو شد.